# Wettschlagen der Parteikosten
Das Wettschlagen der Parteikosten ist eine Kostengrundentscheidung nach der Zivilprozessordnung der Schweiz mit dem Wortlaut Die Parteikosten werden wettgeschlagen.
Grundsätzlich werden die Prozesskosten der unterliegenden Partei auferlegt (Art. 106 Abs. 1 Satz 1 ZPO). Diese hat neben ihren eigenen Aufwendungen auch diejenigen der Prozessgegnerschaft zu bezahlen. Hat keine Partei vollständig obsiegt, so werden die Prozesskosten nach dem Ausgang des Verfahrens verteilt (Art. 106 Abs. 2 ZPO). Unter den Voraussetzungen des Art. 107 ZPO kann das Gericht von diesen Verteilungsgrundsätzen abweichen und die Prozesskosten nach Ermessen verteilen.
Das Wettschlagen bedeutet, dass jede Partei ihre eigenen Kosten, insbesondere ihre notwendigen Auslagen wie die Anwaltskosten selber trägt und die Gerichtskosten geteilt werden. Das Wettschlagen der Parteikosten wird vom Gericht üblicherweise dann verfügt, wenn die Parteien je zu etwa gleichen Teilen obsiegen, in der Regel auch in Eheschutz- und Scheidungsverfahren. Es wird von den Parteien oft auch dann vereinbart, wenn sie sich auf einen gerichtlichen Vergleich einigen können. 
Im deutschen Prozessrecht spricht man von Kostenaufhebung.